# Derramadero, Puebla
Derramadero är en ort i Mexiko.   Den ligger i kommunen Tilapa och delstaten Puebla, i den sydöstra delen av landet, 110 km sydost om huvudstaden Mexico City. Derramadero ligger 1 194 meter över havet och antalet invånare är 349.
Terrängen runt Derramadero är platt åt sydost, men åt nordväst är den kuperad. Runt Derramadero är det ganska tätbefolkat, med 120 invånare per kvadratkilometer. Närmaste större samhälle är Izúcar de Matamoros, 12,8 km öster om Derramadero. Omgivningarna runt Derramadero är en mosaik av jordbruksmark och naturlig växtlighet.